# Olof Sörling

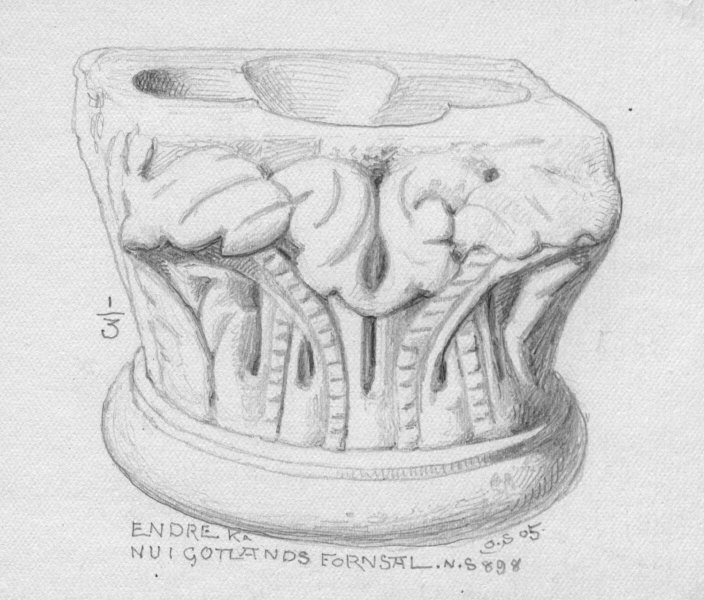
Dopfunt från Endre kyrka, tecknad av Sörling 1905.

Carl Olof Efraim Sörling, född 1 september 1852 i Stockholm, död 13 juli 1927 i Stockholm, var en svensk tecknare, grafiker och teckningslärare.

## Biografi
Olof Sörling var son till mönsterskrivaren i Överintendentsämbetet Carl Olof Erik Sörling och Sofia Amalia Elisabeth Angberg och från 1878 gift med Anna Mathilda Lindblom. Han studerade vid Konstakademien i Stockholm 1869–1875 där han även deltog i Léopold Loewenstams etsningskurs. Därefter företog ha ett flertal studieresor till bland annat Tyskland, Österrike och Danmark. Han anställdes som vikarierande teckningslärare vid Klara skola i Stockholm 1875 samt vid Stockholms gymnasium 1878–1879 och han fick ett vikariat vid Södermalms högre allmänna läroverk 1880 där han blev tillförordnad teckningslärare 1881, och hade sedan en ordinarie tjänst 1882 som han innehade fram till sin pension 1917. Han var dessutom teckningslärare vid Södermalms högre allmänna läroverk för flickor 1881–1898 och överlärare i teckning vid Tekniska skolan 1882–1887.   
Han blev mest känd för sina arkeologiska teckningar som han utförde vid Vitterhetsakademien. Hans arbete vid akademien kom till av en slump då han kom i kontakt med Hans Hildebrand som bad honom utföra en teckning för vetenskapligt bruk. Denna teckning följdes av sporadiska teckningar för Hildebrand men från 1874 fick arbetet en fastare och mer regelbunden form. Han anställdes som tecknare vid Vitterhetsakademien 1890 och innehade denna tjänst fram till sin död. Hans verksamhet där medförde att han även illustrerade bland annat Hildebrands Sveriges medeltid och Bernhard Salins Die altgermanische Tierornamentik. Man räknar med att han utförde omkring 70 000 teckningar för Vitterhetsakademiens räkning. Vid sidan av sina tjänster var han även verksam som tidningstecknare i bland annat Förr och Nu, Ny illustrerad tidning och Söndags-Nisse och bokillustrationer. Som grafiker arbetade han med litografi och kopparstick där porträtten av Joseph Arthur de Gobineau och Egron Lundgren tillhör de mer uppmärksammade. Sörling är representerad vid Vitterhetsakademien och Nationalmuseum.